# Erythroplatys simulator
Erythroplatys simulator là một loài bọ cánh cứng trong họ Cerambycidae.